# 1560
Cette page concerne l'année 1560  du calendrier julien. Pour l'année 1560 av. J.-C., voir 1560 av. J.-C.
L'année 1560 est une année bissextile qui commence un lundi.

## Événements
- 2 mars : début de l'Inquisition de Goa[1].
- 15 mars, Brésil : les Portugais détruisent la colonie de France antarctique établie, dans la baie de Rio depuis janvier 1555 par une expédition française, forte de 600 colons, et dirigée par Nicolas Durand de Villegagnon, seigneur de Torcy et vice-amiral de Bretagne[2]. Le gouverneur portugais Mem de Sá, à la tête d’une escadre de deux nefs et de huit bateaux plus petits quitte Bahia en janvier pour la baie de Rio où il prend d’assaut le fort Coligny. Il meurt pendant l’affrontement.
- 19 mars : en Inde, le régent de l'empire moghol Bairam Khan est disgracié par Akbar ; le parti de Maham Anaga, la nourrice d’Akbar, et de son fils Adam Khan, triomphe[3]. Bairam Khan part en pèlerinage à la Mecque et  meurt assassiné durant le voyage (31 janvier 1561)[4].

- 9-14 mai : bataille navale de Djerba[5]. Échec de l’expédition de Philippe II d'Espagne contre Djerba : la flotte chrétienne s’arrête à Djerba, faute de pousser jusqu’à Tripoli. Elle se fait surprendre par l’armada de Piyale Pasha (en), bien qu’on lui en ait annoncé l’approche, alors qu’elle s’attardait à charger des marchandises (huile d’olive).

- 12 juin : Oda Nobunaga devient un daimyō (seigneur) important au Japon. Il écrase ses voisins les Imagawa à la bataille d'Okehazama[6]. Seulement douze familles anciennes de daimyôs (haute aristocratie) survivent au Japon, sur les 260 qui existaient un siècle plus tôt.

- 26 septembre : début de l'expédition de Pedro de Ursúa en direction de l’Amazone. Rébellion de Lope de Aguirre qui assassine Ursúa le 1er janvier 1561 puis tombe sous les coups des loyalistes[7].

- Début du règne de Titu Kusi, avant-dernier souverain inca, empoisonné en 1571[8].
- Éthiopie : Le vice-roi du Tigré Yeshaq se révolte et s’allie aux Turcs de Massaoua contre le négus Menas d'Éthiopie. Il proclame empereur Tazkaro, un fils illégitime de Yaqob, le fils ainé de Dawit II[9].

### Europe

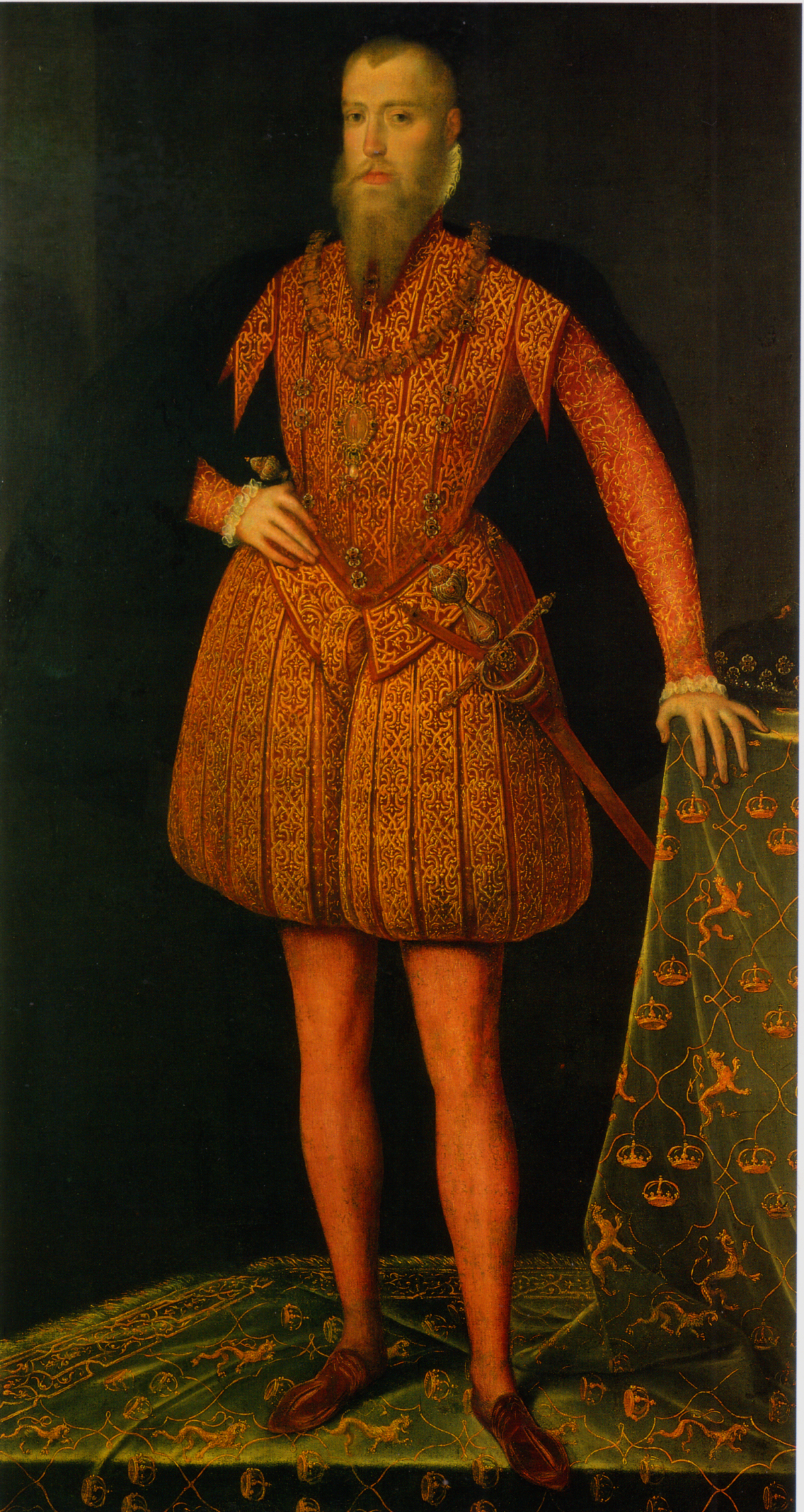
29 septembre : Erik XIV, roi de Suède. Il est plutôt porté à laisser l’Église s’organiser elle-même. Son entourage est composé d’intellectuels proches du calvinisme.

- 12 janvier : le Parlement d'Irlande adopte l'acte d'Uniformité[10]. La tentative d'introduction de la Réforme en Irlande échoue[11].
- 23 janvier : ultimatum de l'ambassade lituanienne à Moscou qui demande à Ivan le Terrible d'arrêter la guerre en Livonie ; reçue par le tsar le 30 janvier, elle repart les mains vides le 2 février[12].

- 27 février : signature du traité de Berwick entre l'Angleterre et les seigneurs écossais, en vue de chasser les Français d'Écosse[13].

- Février[14] : prise de Marienbourg par les Russes, qui ravagent la Courlande[15]. Reprise de la guerre en Livonie.

- 15-19 mars, France : conjuration d'Amboise[16]. Des gentilshommes protestants (menés par la Renaudie) tentent d’enlever le roi pour le soustraire à l’influence des Guise. Les conjurés sont exécutés.

- 15 avril : le Danemark achète les îles de Saaremaa[17].
- Mai : édit de Romorantin qui arrête l’installation de l’Inquisition en France[18].

- 4 juillet : dernière convocation des États généraux en Piémont et en Savoie par Emmanuel-Philibert de Savoie[19].
- 6 juillet : traité d'Édimbourg à la suite de la défaite de Marie de Guise, appuyée par des troupes françaises, contre les révoltés écossais aidés des troupes anglaises. Départ des Français d'Écosse[13].
- Juillet, Russie : disgrâce des conseillers Sylvestre et Alexis Adachev[20]. Ivan le Terrible instaure un régime de terreur contre l’aristocratie des boyards pour lutter contre les intrigues et les révoltes.

- 1er août, réforme écossaise : réunion du Parlement écossais ; le 17 il ne reconnaît plus l'autorité du pape[13], approuve une confession de foi calviniste, la confession de foi écossaise, rédigée par John Knox (Book of Common Order), fondant ainsi l'Église d'Écosse.
- 2 août : le prince André Kourbski écrase l’armée livonienne à la bataille d'Ermès, ou Ergeme[21].
- 21 août : 
  - Prise de Fellin[22]. Les Livoniens demandent l’aide de la Pologne.
  - Ouverture de l'assemblée des notables à Fontainebleau[18].
- 29 septembre : mort de Gustav Vasa[23]. Début du règne de Erik XIV Vasa (1533-1577), roi de Suède (fin en 1568).
- 13 décembre : ouverture des États généraux, à Orléans[18].
- 5 décembre : mort de François II. Charles IX lui succède comme roi de France (fin en  1574). La régence est confiée à Catherine de Médicis[24].

## Naissances en 1560
- 17 janvier : Gaspard Bauhin, naturaliste suisse († 5 décembre 1624).
- 29 janvier : Scipione Dentice, compositeur et claviériste italien († 21 avril 1633).
- 1er février : Gregor Richter, théologien allemand († 14 août 1624).
- 13 mars : Guillaume-Louis de Nassau-Dillenbourg, stathouder de Frise, de Drenthe et de Groningue († 13 juillet 1620).
- 21 mars : Paolo Emilio Sfondrati, cardinal italien († 14 février 1618).
- 3 avril : Ascanio Colonna, cardinal italien († 17 mai 1608).
- 5 avril : Charles II de Trazegnies, pair de Hainaut et sénéchal héréditaire de Liège († 26 novembre 1635).
- 6 mai : Guido Pepoli, cardinal italien († juin 1599).
- 19 avril : Jobst de Limbourg, comte de Limbourg et de Bronckhorst, Seigneur de Styrum, Wisch et Borculo († 7 août 1621).
- 25 juin :
  - Wilhelm Fabricius Hildanus, chirurgien allemand († 15 février 1634).
  - Juan Sánchez Cotán, peintre espagnol († 8 septembre 1627).
- 28 juin : Jean-Paul de Lascaris-Castellar, 57e grand maître des Hospitaliers de l'ordre de Saint-Jean de Jérusalem († 14 août 1657).
- 1er juillet : Charles III de Croÿ, prince de Chimay, comte de Beaumont, de Seninghem, de Porcéan, seigneur d'Halluin et de Comines, vicomte de Nieuport  († 12 janvier 1612).
- 7 juillet : Margaret Russell, noble anglaise, demoiselle d'honneur d'Élisabeth Ire († 24 mai 1616).
- 6 août : Antoine Arnauld, avocat français († 29 décembre 1619).
- 7 août : Erzsébet Báthory, comtesse hongroise de la famille princière des Báthory († 21 août 1614).
- 8 août : Pietro Durazzo, 93e Doge de Gênes († 18 décembre 1631).
- 10 août : Hieronymus Prætorius, compositeur et organiste de Saint-Empire romain germanique († 27 janvier 1629).
- 18 août : Marie de Jésus Lopez de Rivas, religieuse Carmélite déchaussée († 13 septembre 1640).
- 25 août : Park Jin, général et homme politique coréen de la période Joseon († mars 1597).
- 4 septembre : Charles Ier de Birkenfeld, comte palatin de Birkenfeld († 16 décembre 1600).
- 13 septembre : Benoît d'Urbin, prêtre capucin italien († 30 avril 1625).
- 19 septembre : Thomas Cavendish, navigateur et corsaire anglais († mai 1592).
- 25 septembre : Konrad Rittershausen, éditeur, juriste et philologue allemand († 25 mai 1613).
- 10 octobre : Jacobus Arminius, théologien protestant hollandais (ou 1559 ?) († 19 octobre 1609).
- 13 octobre : Anthony Munday, séminariste, acteur, page du comte d'Oxford, espion, poète, dramaturge et traducteur anglais († 10 août 1633).
- 17 octobre : Ernest-Frédéric de Bade-Durlach, co-margrave de Bade-Durlach et margrave de Bade-Bade († 14 avril 1604).
- 29 octobre : Christian Ier de Saxe, comte palatin de Saxe, électeur de Saxe et margrave de Misnie († 25 septembre 1591).
- 3 novembre : Annibal Carrache, peintre italien († 1609).
- 11 novembre : Sigismond-Auguste de Mecklembourg, duc de Mecklembourg († 5 septembre 1600).
- 22 novembre : Charles de Burgau, colonel et Feldmarschall du Saint-Empire romain germanique († 30 octobre 1618).
- ? novembre : François Gravé, navigateur français († 1629).
- 3 décembre : Jean Gruter, poète, juriste, philologue et historien flamand († 20 septembre 1627).
- 8 décembre : Bernardino Stefonio, écrivain et jésuite italien († 8 décembre 1620).
- 13 décembre : Guillaume Fouquet de La Varenne, homme d'État français († 7 décembre 1616).
- 14 décembre : Nicolaas Rockox, homme politique flamand († 12 décembre 1640).
- 16 décembre : Guillaume de Nautonier de Castelfranc, pasteur, astronome et géographe français († 10 août 1620).
- 29 décembre : Wolfgang-Ernest Ier d'Isembourg-Büdingen-Birstein, comte allemand de la maison d'Isembourg († 1633).

- Date précise inconnue :
  - Nicolas Abraham de La Framboisière, médecin français († 8 mai 1636).
  - Ottavio Acquaviva d'Aragona, cardinal italien († 5 décembre 1612).
  - Baltazar Álvares, architecte portugais († 1630).
  - Felice Anerio, compositeur italien († 26 septembre 1614 ou 27 septembre 1614).
  - Giovanni Balducci, peintre italien († après 1631).
  - Nārāyaṇa Bhaṭṭa, écrivain de langue sanskrite du sud de l'Inde († vers 1645).
  - William Brade, compositeur, violoniste et joueur de viole anglais († 26 février 1630).
  - Gillis van Breen, graveur néerlandais († 1602).
  - Ludovico Buti, peintre italien du maniérisme tardif de l'école florentine († vers 1611).
  - Bartolomeo Carducci, peintre italien († 14 novembre 1608).
  - Annibale Carracci, peintre italien († 1609).
  - Guillaume Catel, conseiller au parlement de Toulouse († 5 octobre 1626).
  - Jan Karol Chodkiewicz, grand hetman de Lituanie († 24 septembre 1621).
  - Antonio Circignani, peintre maniériste italien († 1620).
  - Bernardo Clavarezza, 91e Doge de Gênes († 1627).
  - Andrea Commodi, peintre baroque italien († 1638).
  - James Crichton, gentilhomme écossais († 2 juillet 1582 ou 3 juillet 1582).
  - Johannes Crucius, théologien protestant néerlandais († 7 février 1625).
  - Felice Damiani, peintre maniériste italien († 1608).
  - Federico De Franchi, 96e Doge de Gênes († 1629).
  - Giles Farnaby, compositeur anglais († 25 novembre 1640).
  - Furuta Shigekatsu, samouraï de la période Sengoku de l'histoire du Japon († 20 juillet 1606).
  - Antonio Gandino, peintre maniériste italien († 1631).
  - Lodovico Grossi da Viadana, compositeur italien († 7 janvier 1625).
  - Harada Nobutane, samouraï de la période Sengoku et de l'époque Azuchi Momoyama au service du clan Akizuki du Kyūshū († 1598).
  - Thomas Harriot, mathématicien et astronome anglais († 2 juillet 1621).
  - Hisamatsu Sadakatsu, daimyo du début de l'époque d'Edo au service du clan Tokugawa († 1er mai 1624).
  - Ibn Abî Mahalli, voyageur, écrivain et érudit musulman († 1613).
  - Ichijō Tadamasa, membre du clan Ichijō pendant l'époque Sengoku de l'histoire du Japon († 2 juillet 1580 ou 2 juillet 1585).
  - Michel Jacobsen, corsaire dunkerquois et vice-amiral pour le compte du Roi d'Espagne († 1632 ou 1633).
  - Servais de Lairuelz, chanoine prémontré († 18 octobre 1631).
  - Christophe de Lestang, évêque français († 16 août 1621).
  - Thomas de Leu, graveur et éditeur d'estampes français († 1612).
  - Antoine de Loménie de La Ville-aux-Clercs, aristocrate et homme politique français († 17 janvier 1638).
  - André Mage de Fiefmelin, poète baroque français († 1603).
  - Louis de Maugiron, un des mignons du roi Henri III de France († 27 avril 1578).
  - Louis Métezeau, architecte français († 18 août 1615).
  - François Miron, magistrat français († 4 juin 1609).
  - Louis de Montmorency-Bouteville, seigneur de Bouteville et de Préci, comte de Luxe, chevalier de l'ordre du roi, vice-amiral de France († 20 mars 1615).
  - Naoe Kanetsugu, samouraï japonais († 23 janvier 1620).
  - Giovanni Niccolò, jésuite et peintre italien († 26 mars 1626).
  - Ōkubo Tadataka, guerrier japonais des époques Sengoku et Edo († 2 avril 1639).
  - Christophe Ostorod, socinien allemand-polonais († 8 août 1611).
  - Raymond Phélypeaux d'Herbault, homme d'État français († 2 mai 1629).
  - Hugues Picardet, procureur du roi au Parlement de Bourgogne († 29 avril 1641).
  - Robert Poisson, grammairien français († ?).
  - Flaminio Ponzio, architecte italien († 1613).
  - Anton Praetorius, pasteur, théologien de l'Église réformée de Jean Calvin et écrivain allemand († 6 décembre 1613).
  - Alexandre Rawlins, martyr catholique romain anglais († 7 avril 1595).
  - Claudio Ridolfi, peintre italien († 1644).
  - Fabrizio Santafede, peintre baroque du maniérisme tardif italien († 1634).
  - François Savary de Brèves, diplomate et orientaliste français († 1628).
  - Domenico Tintoretto, peintre italien († 17 mai 1635).
  - Bartolomeo Tortoletti, poète et érudit italien († 1647).
  - Fabrizio Verallo, cardinal italien († 17 novembre 1624).
  - Francis Vere, général anglais († 1609).
  - Antonio Viviani, peintre italien († 6 décembre 1620).
  - Gaspar de Zúñiga y Acevedo, noble espagnol († 16 mars 1606).

- Vers 1560 :
  - Charles-Timoléon de Beauxoncles, poète satirique français († 16 avril 1611).
  - Andrea Boscoli, peintre italien de l'école florentine († 1607).
  - Jacques Boyceau, intendant des jardins du roi Henri IV, de  la reine Marie de Médicis, puis du roi Louis XIII († 1633 ou 1635).
  - Adriaen Collaert, dessinateur, graveur, illustrateur et éditeur flamand († 29 juin 1618).
  - Pierre de Donadieu, noble militaire français († 25 mars 1605).
  - Giovanni Battista della Rovere, peintre italien de l'école lombarde († 1627).
  - Anthonie Duyck, grand-pensionnaire de Hollande († 13 septembre 1629).
  - Stefano Fabri, compositeur italien († 28 août 1609).
  - Mohammed Qacim Ferichta, historien persan († 1620).
  - Isaac Habert, poète baroque français († vers 1625).
  - Valentin Haussmann, organiste et compositeur de musique classique allemand († vers 1614).
  - Anne de Joyeuse, chef militaire des guerres de religion († 20 octobre 1587).
  - Heinrich Khunrath, médecin et alchimiste allemand († 9 septembre 1605).
  - Charles Le Beauclerc, homme d’État français († 12 octobre 1630).
  - Giovanni Bernardino Nanino, compositeur italien († 1623).
  - Edward Phelips, juge et homme politique anglais († 11 septembre 1614).
  - Antoinette de Pons, comtesse de La Roche-Guyon et marquise de Guercheville, première dame d'honneur de Marie de Médicis († 5 janvier 1632).
  - Jean Ruyr, homme d'église, poète et écrivain lorrain († 1645).
- 1560 ou 1563 :
  - Kyōgoku Takatsugu, daimyo de la province d'Ōmi et de la province de Wakasa de la fin de l'époque Sengoku de l'histoire du Japon († 4 juin 1609).

## Décès en 1560
- 1er janvier : Joachim du Bellay (° vers 1522).

- 7 février : Camillo Ballini, sculpteur et peintre italien (° 7 octobre 1488).
- 14 février : Philippe Ier de Poméranie, duc de Poméranie-Wolgast (° 14 juillet 1515).

- 19 avril : Philippe Melanchthon (Schwarzerd, né à Wittenberg, réformateur, disciple de Luther (° 16 février 1497).

- 10 juin : Marie de Guise, duchesse de Longueville puis reine et régente d'Écosse (° 22 novembre 1515).
- 12 juin :
  - Imagawa Yoshimoto, Daimyo et chef du clan Imagawa (° 1519).
  - Ii Naomori, samouraï, obligé du clan japonais des Imagawa pendant la période Sengoku   (° 1506).

- 8 juillet : Chōsokabe Kunichika, puissant seigneur de guerre de la province de Tosa au Japon (° 1504).

- 7 août : Anastasia Romanovna Zakharine, première femme d'Ivan IV le Terrible (° 1520).
- 17 août : Braccio Martelli, évêque catholique italien (° 1501).

- 8 septembre : Amy Robsart, femme de Robert Dudley un des favoris d'Élisabeth Ire (° 7 juin 1532).
- 14 septembre : Anton Fugger, banquier allemand. Déclin des Fugger (° 10 juin 1493).
- 29 septembre : Gustave Ier Vasa, roi de Suède (° 12 mai 1496).
- 30 septembre : Melchor Cano, religieux dominicain, théologien, philosophe et évêque espagnol du XVIe siècle, qui se rattache au courant de pensée de l'École de Salamanque (° 1er janvier 1509).
- 13 octobre : Luisa Sigea, poétesse et humaniste espagnole (° 1522).
- 22 octobre, Guillaume Duprat, religieux catholique français (° 1507).

- 4 novembre : Guillaume du Choul, antiquaire lyonnais (° vers 1496).
- 5 novembre : Domingo de Soto, théologien dominicain espagnol (° 1494).
- 25 novembre : Andrea Doria, condottiere et amiral de Gênes (° 30 novembre 1466).

- 5 décembre : François II, roi de France  (° 19 janvier 1544).

- Date précise inconnue :
  - Gian Giacomo Adria : médecin du pape Clément VII, fait chevalier d'Empire par Charles Quint après la Conquête de Tunis (1535) (° vers 1485).
  - Antonio Badile, peintre italien (° vers 1518).
  - Realdo Colombo[25], anatomiste italien (° vers 1520).
  - Jean-François de La Rocque de Roberval, homme de guerre protestant, corsaire, courtisan de François Ier, vice-roi du Canada, explorateur du passage du Nord-Ouest et seigneur de Roberval (° 1500).
  - Waclaw de Szamotuly, compositeur polonais (° vers 1520).
  - Sayri Tupac : prince inca[8] (ou 1561).
  - Cesare Turco, peintre italien (° 1510).
  - Agustín de Zárate, historien espagnol (° 1514).

- Vers 1560 :
  - Giovanni Battista Caporali, architecte et peintre italien (° vers 1476).
  - Jean Cousin l'Ancien,  peintre, dessinateur, décorateur et graveur français (° vers 1503).